# Mirko Grabovac
Mirko Grabovac (Stobreč, 19 de setembro de 1971) é um ex-futebolista e treinador de futebol singapurense nascido na atual Croácia (à época, parte da Iugoslávia). Jogou 7 anos pela seleção do país do Sudeste Asiático (12 partidas e nenhum gol).

## Carreira
Grabovac, que iniciou sua carreira aos 21 anos de idade, jogou por 3 clubes de seu país natal: Primorac 1929 (1993–95 e 1997–99), Cibalia Vinkovci (1995–96) e Zadarkomerc Zadar (1996–97). Em 1999 foi jogar em Singapura, e durante 8 anos foi um dos principais atacantes da S-League, sendo 5 vezes o artilheiro da competição (4 enquanto defendeu o Singapore Armed Forces e 1 como jogador do Tampines Rovers, clube que jogou por 4 anos).
Em 2008, foi jogador e auxiliar-técnico do Sengkang Punggol, onde se aposentou. Ele ainda chegou a ser treinador interino dos Golfinhos. Substituído por Swandi Ahmad, Grabovac decidiu voltar para a Croácia em outubro do mesmo ano, renunciando à cidadania singapurense, obtida em 2002.
Seu primeiro clube como treinador efetivo foi o NK Mosor, em 2009, regressando em 2013 e permanecendo por 4 temporadas - anteriormente, foi o técnico do NK Imotski, onde também exerceu a função durante 4 anos.
No início de 2018, o Warriors (clube onde Grabovac teve destaque) anunciou que o ex-atacante era o novo treinador da equipe. Era sua primeira experiência no futebol singapurense desde que ele renunciou à cidadania, e embora seja considerado um dos grandes ídolos do Warriors, a decisão repercutiu mal entre os torcedores, que desaprovaram a contratação justamente pelo fato de Grabovac ter deixado o país .

## Títulos
Singapore Armed Forces
- - S.League: 2000, 2002
  - Copa de Singapura: 1999

Tampines Rovers
- - S.League: 2004, 2005
  - Copa de Singapura: 2004, 2006
  - ASEAN Cup: 2005

### Prêmios Individuais
- Jogador do ano da S-League: 2000
- Artilheiro da S-League: 1999, 2000, 2001, 2002 e 2005